# Mudan Jiang
Der Fluss Mudan Jiang (chinesisch 牡丹江, Pinyin Mǔdān Jiāng, englisch Mudanjiang River / Mudan River; mandschur. Mudan bira) ist ein ca. 725 km langer Fluss in der chinesischen Provinz Heilongjiang.
Er darf nicht mit der im Chinesischen gleichnamigen Stadt Mudanjiang (Provinz Heilongjiang) verwechselt werden, die an seinem Mittellauf liegt.
Der Mudan Jiang entspringt in der Provinz Jilin und fließt in nördlicher Richtung dem Songhua Jiang zu. Hinter der Grenze zur Provinz Heilongjiang durchfließt er den See Jingpo Hu, und die Mündung in den Songhua Jiang liegt im Kreis Yilan, der zur Stadt Harbin gehört.